# Pere Català Pic
Pere Català i Pic (Valls, 1889 – Barcelona, 1971) fue un fotógrafo, publicista y escritor español.

## Contexto histórico
A finales del siglo XIX la fotografía ya había alcanzado gran popularidad y se producía un ascenso de la misma como género artístico, esto hizo que se interesara tanto por los progresos técnicos y científicos aplicados al campo fotográfico como por los de expresión artística. Esta dualidad técnica-arte también se muestra en la aplicación de la fotografía en el campo publicitario. El panorama de la fotografía española sufrió cambios estimulantes durante el primer tercio del siglo XX y su obra fue paralelamente a este progreso superando el pictorialismo reinante y defendiendo la especificidad del lenguaje fotográfico. Al mismo tiempo estuvo abierto a la evolución de la fotografía moderna que se desarrollaba en Europa, aunque quedó en gran parte truncada por la guerra civil y la implantación del franquismo.

## Biografía
Nació en Valls en 1889 pero pronto quedó huérfano de padre y su madre se fue a vivir a Barcelona donde realizó estudios primarios. Siendo aún muy joven entró a trabajar en un banco, en el que se realizó el sorteo una cámara fotográfica que al corresponderle le permitió aficionarse a la fotografía. Su formación fotográfica fue básicamente autodidacta aunque estuvo unos meses aprendiendo en un estudio fotográfico.
Desde 1915 estuvo trabajando como fotógrafo retratista en Valls, donde realizó fotografía documental además de retratos. Durante esta etapa, sus inquietudes artísticas le llevarán a interesarse por cuestiones teóricas y técnicas así como a conocer la obra de fotógrafos europeos de vanguardia, a través de viajes entre 1928 y 1931 y de las revistas ilustradas, entre los fotógrafos que ejercieron alguna influencia están Man Ray, László Moholy-Nagy, Albert Renger-Patzsch y Emmanuel Sougez, aunque su fotografía posee personalidad propia.
En 1931 regresa a Barcelona para establecer su estudio fotográfico, dedicando sus esfuerzos a la renovación de la fotografía publicitaria, terreno en el que fue pionero en Cataluña, junto con Josep Sala y Josep Masana. De este modo se interesó por las teorías psicológicas de la publicidad, en boga en aquellos momentos, y colaboró con el Instituto Psicotécnico de la Generalidad de Cataluña, participando en congresos, cursos y conferencias sobre el tema. Hasta 1936 realizó fotografía publicitaria para diversas empresas bajo la marca PIC (Publicidad Ilustrada Català). También estuvo colaborando en revistas como Mirador, Revista Ford, Nueva Iberia y Arte de la Luz reivindicando la modernidad de la fotografía publicitaria.
Durante la guerra civil, estuvo trabajando al servicio de la propaganda republicana, ocupándose de las ediciones del Comisariado de Propaganda de la Generalidad. De esta época data un famoso cartel ¡Aplastemos el fascismo!, que es uno de los primeros realizados de forma estrictamente fotográfica.
Terminada la contienda por su militancia republicana, no pudo reemprender su negocio hasta el año 1942, contando con la ayuda de sus hijos: Maria-Àurea Català Roca, pintora; Francesc Català Roca , fotógrafo y Pere Català Roca, fotógrafo y escritor. Persona de gran cultura, dedicó sus últimos años a escribir cuentos, novelas y obras teatrales. Murió en Barcelona en 1971.